# ミッキー・マントル

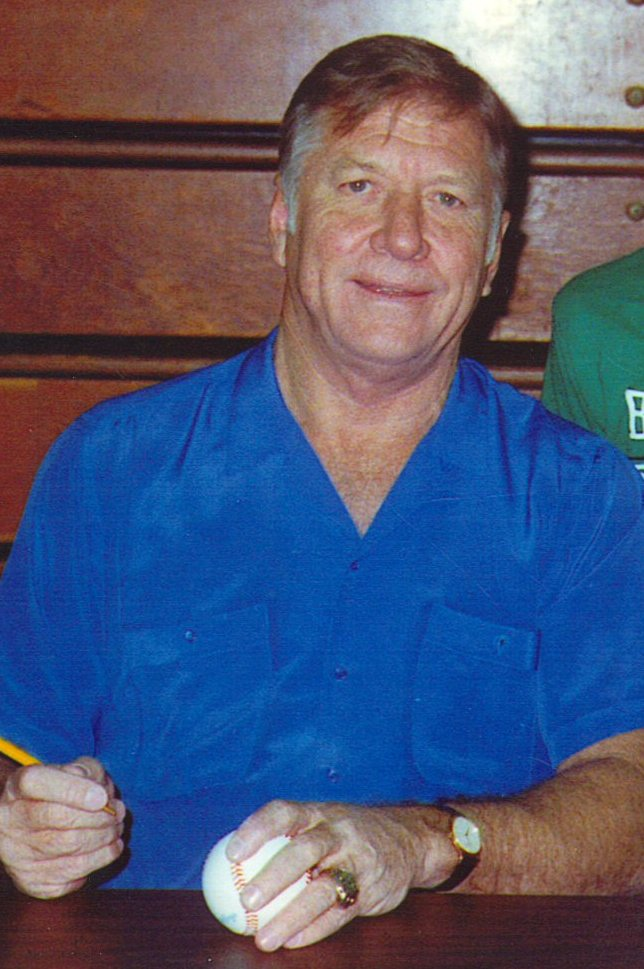
1988年、サイン会にて

ミッキー・チャールズ・マントル（Mickey Charles Mantle, 1931年10月20日 - 1995年8月13日）は、アメリカ合衆国オクラホマ州スパビナウ出身の元プロ野球選手。ポジションは外野手。右投両打。ニックネームは「The Mick」、「The Commerce Comet」、「Muscles」。
1950年代から1960年代にかけてニューヨーク・ヤンキースの主砲として活躍し、スイッチヒッターとしては史上最多の通算536本塁打を記録した。

## 経歴

### 生い立ち
1931年、オクラホマ州スパビナウにて炭鉱夫の父チャールズ・エルヴィン・マントル（通称マット）、母ラヴェルの間に生まれる。父マットはセミプロの投手でもあり、この年3連覇を果たしたフィラデルフィア・アスレチックスの捕手ミッキー・カクレーンの大ファンであったことから息子に同じ名前を付けた。"Mickey"は"Michael"の愛称であることがほとんどだが、マントルの場合はミッキーが本名である。実はカクレーンの本名はゴードンであったが父は知らなかった。後に本人はそれを知り安心したという。なおマントルには双子の弟がいたが、素質はあったもののメジャーリーガーにはなれなかった。
8歳で野球を始め、父からスイッチヒッターとしての英才教育を施された。当時スイッチヒッターは珍しく、メジャーリーグでもフランキー・フリッシュぐらいしかいなかった。この父の先見の明により、後にヤンキースに入団した時の監督ケーシー・ステンゲルが方針としたプラトーン・システムでも常時出場できる素地が作られた。子供時代はホィズ・キッズというチームでプレーし、ポジションは遊撃手だった。

### ニューヨーク・ヤンキース

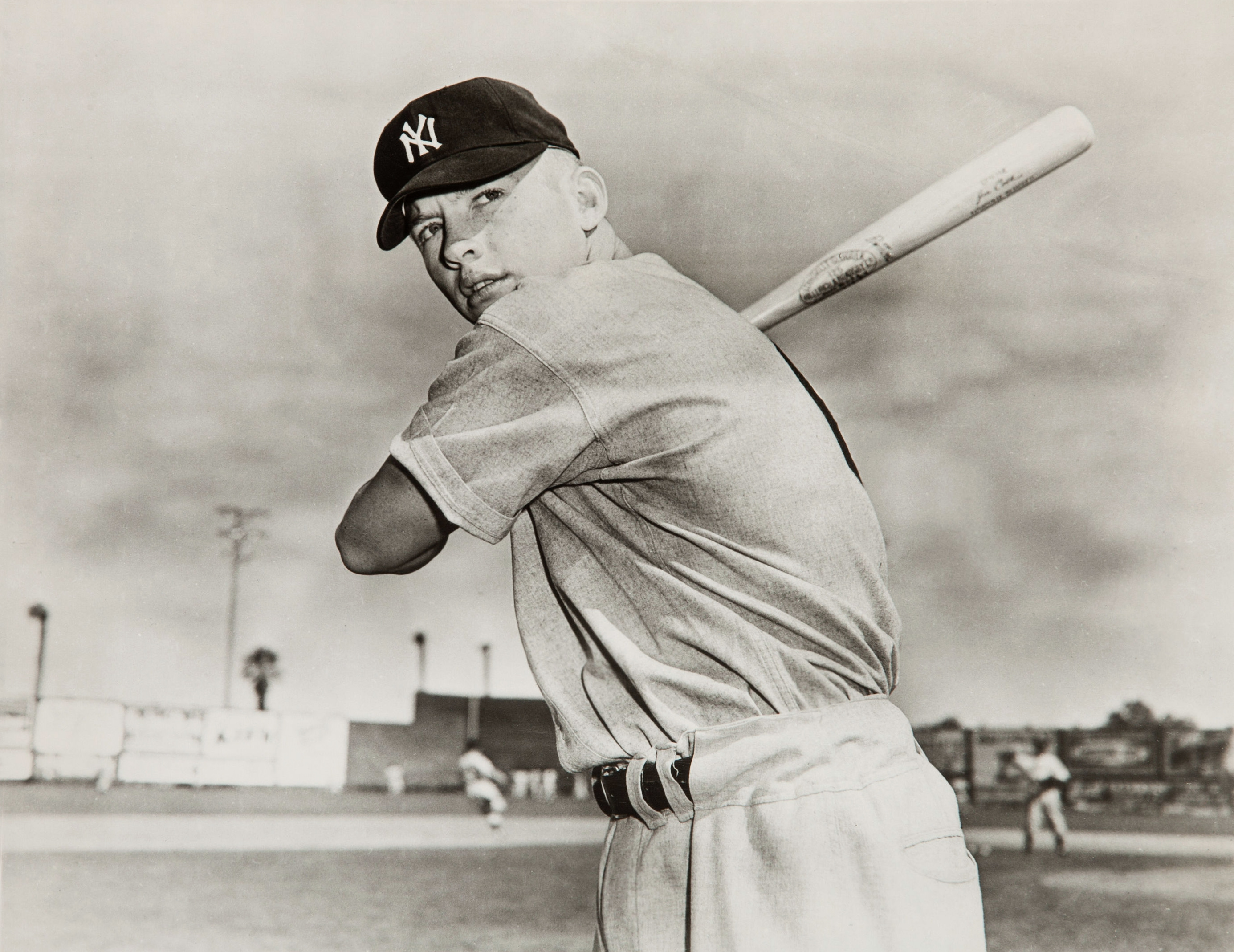
1951年

ヤンキースは中心打者のジョー・ディマジオが兵役から帰還後の成績が振るわず全盛期の力を取り戻せないことで、その後継者として強力なスラッガーでありスタープレーヤーになりうる人材を探していた。
GMのジョージ・ワイスは、ブルックリン・ドジャースのスカウトでジャッキー・ロビンソンの入団に功績のあったトム・グリーンウェイドを迎え入れ、全米のスカウト網を駆使してポスト・ディマジオを探し求めた。グリーンウェイドは1949年春にオクラホマ州コマースのセミプロチームでプレーしていたマントルの情報を聞きつけて自ら足を運び、高校の卒業式の夜に出場したナイトゲームを視察。小柄な体躯からは想像もつかない火の出るような打球を連発するのを目の当たりにし、即契約金1100ドル、マイナーリーグ参加報酬400ドルで契約を結んだ。ヤンキースに入団するまではミシシッピ川の東に渡ったことも無かったという。
1949年は当時マイナーの最下級であるD級のカンザス・オクラホマ・ミズーリリーグのインディペンデンスでプレイ。1950年にC級のウエスタン・アソシエーションのジョプリンに昇格し、打率.383、26本塁打、136打点の好成績を残した。1951年にアリゾナのメジャーキャンプに招集され、監督のステンゲルから外野手へのコンバートを命じられる。マイナー時代に89試合で47失策を記録した遊撃手よりも、外野手であれば俊足を生かした広い守備範囲と肩の強さが発揮できるとの判断によるものだった。開幕メジャー入りを果たし、4月17日のボストン・レッドソックスとの開幕戦で「3番・右翼手」で先発出場してメジャーデビュー。当時の背番号は6だった。
デビュー当時の大きな特徴は球界随一と言われる俊足であった。一塁までの到達タイムは3秒1で当時のメジャーリーガーの中でも最高と言われるほどで、しばしばドラッグバントで内野安打を稼いだりした。やがてステンゲルに「フィノメナル」（驚異的）と言われたことから「フィノム」と呼ばれるようになるが、デビュー当初はメジャーの壁にぶつかり、また「ディマジオの後継者」としてのプレッシャーに押しつぶされてスランプに陥り、AAA級アメリカン・アソシエーションのカンザスシティ・ブルースに降格した。
カンザスシティでの最初の試合でいきなり得意のドラッグバントで内野安打を決めて意気揚々とベンチに戻ると、待っていたのは監督ジョージ・セルカークからの叱責であった。
| 「 | いいか、お前はバントをするためにここへ来たんじゃない。チームはお前に選球眼と自信を取り戻させるためにここへ送り込んだんだ。どでかい当たりを俺の前で見せてみろ。 | 」 |

セルカークはかつてルー・ゲーリッグやディマジオらと共にヤンキース打線の中心として黄金時代を支えた選手で、マントルが次世代のスーパースターになることを期待しており、単打を稼ぐ打者でなくもっと大きな打者になれと鼓舞したのだった。しかしマイナーでも22打席無安打と大スランプを味わい、一時は野球に対する情熱を失いかけた。父に相談の電話をすると、父はオクラホマ州から150マイルの距離を駆けつけた。そして
| 「 | お前にそれほど根性が無いのなら荷物をまとめてオクラホマに帰れ。そうしたら俺のように炭鉱で汗まみれでクタクタになるまで働け。もう2度とヤンキースで稼げる大金を手にすることはない。それでもいいか。 | 」 |

と迫った。ミッキーは父を説得し、野球を続ける決心をした。打率.361、11本塁打、50打点を記録し、8月下旬にメジャーに再昇格した。
再昇格後に背番号を「7」に変更し、以後引退まで身に着けた。シーズン通算で打率.267、13本塁打、65打点を記録し、チームのリーグ3連覇に貢献。ワールドシリーズでは、同年にメジャーデビューして20本塁打、68打点でナショナル・リーグ新人王を受賞したウィリー・メイズが所属するニューヨーク・ジャイアンツと対戦。第2戦、メイズのセンターフライを追うディマジオのバックアップの際にスプリンクラーの溝に足を引っかけて転倒。膝の靭帯を断裂して手術を受け、以後の試合を欠場。同年父マットが39歳の若さで死去した。
1952年は故障から復活し、前年限りで引退したディマジオに代わり中堅に転向。出場機会はなかったもののオールスターゲームに初選出され、以後14年連続で選出された。リーグ最多の111三振を喫するが、打率.311、23本塁打、87打点、リーグトップのOPS.924の成績で、チームはリーグ4連覇。ドジャースとのワールドシリーズでは打率.345、2本塁打の活躍でシリーズ4連覇を果たし、MVPの投票では3位に入った。1953年は打率.295、21本塁打、92打点を記録し、チームはリーグ5連覇。ドジャースとのワールドシリーズでは第5戦で満塁本塁打を放つなど2本塁打、7打点でシリーズ5連覇に貢献した。1954年は27本塁打、102打点と活躍するが、チームは103勝を挙げながら111勝のクリーブランド・インディアンスに及ばず2位に終わり、連覇が途切れた。
1955年は、それまで苦しめられていた内角高めの速球を克服したこと、ボルチモア・オリオールズから加入したボブ・ターリーに相手投手の癖を見破るテクニックを学んだことで飛躍する。打率.306、いずれもリーグトップの37本塁打、11三塁打、出塁率.431、長打率.611、OPS1.042を記録し、自身初の本塁打王を獲得。チームは2年ぶりにリーグ優勝したが、4度目の対戦となったドジャースとのワールドシリーズでは故障の影響で4試合に欠場 し、チームも3勝4敗で敗退した。
1956年4月17日に敵地グリフィス・スタジアムで迎えたワシントン・セネターズとの開幕戦、ドワイト・D・アイゼンハワー大統領が観戦する前で、第1打席に中堅の438フィート（約133.5m）と書かれているフェンスの遥か上を飛び越して場外へ消える本塁打を放ち、飛距離は525フィート（約160m）と推定された。アイゼンハワーは試合後に会見し「あんな大きな本塁打は今までに見たことないよ」と賛辞を惜しまず、マントルは会見後チームメイトに「鉱山労働者の息子に過ぎない自分に、アメリカの大統領が握手をしてくれた」と語り、喜びを隠せなかった。6月8日まで打率4割を維持する など終始好調で、最終的にいずれもリーグトップの打率.353、52本塁打、130打点、132得点、376塁打、長打率.705、OPS1.169を記録し、当時史上9人目（11度目）の三冠王を獲得。スイッチヒッターとしては史上唯一の達成で、また52本塁打は三冠達成時の最多記録である。前年に続いてドジャースとの対戦となったワールドシリーズでは3本塁打を放つ活躍。第5戦では4回にサル・マグリーから先制の本塁打を放ち、ドン・ラーセンの完全試合を援護した。最終第7戦までもつれ込んだシリーズを4勝3敗で制して前年の雪辱を果たし、3年ぶりのワールドチャンピオン。オフに初のMVPを満票で受賞した。1957年はいずれもキャリアハイの打率.365、146四球、出塁率.512、OPS1.177を記録したが、レッドソックスのテッド・ウィリアムズが打率.388を記録したため首位打者は逃した。無冠に終わったがMVPの投票ではウィリアムズを抑えて2年連続で受賞した。1958年は42本塁打を記録して自身3度目の本塁打王を獲得。

#### 超特大本塁打
マントルの本塁打はその飛距離が大きく話題になった。1953年4月17日にワシントンのグリフィス・スタジアムでの対セネタース戦で、5回表にセネタース先発の左腕チャック・スタブスから打った打球は、左中間のフェンスまで119m（391フィート）、そこからスタンド最後部のフェンスまで21m（69フィート）、その最後部フェンスの高さが15m（50フィート）で、その最後部のフェンスの上に取り付けてあった1.5m（5フィート）のフットボールの上の部分に当たって見えなくなったという超特大の場外本塁打であった。ヤンキースの広報担当レッド・パターソン（後にドジャース副会長）が巻き尺を持って左中間場外のボールが飛んでいったあたりに走って行き、ボールを持った少年に落下地点を聞き、巻き尺で測ったところ、171.8m（565フィート）であったという。これ以降、数々の大打者が現われているが、171.8mもの特大本塁打を測定したものはなく、いまだに、これを超えるものは出ていない。これ以後に特大本塁打は、巻き尺で測れるくらいの大本塁打として、「テープメジャーショット」と呼ばれるようになった。三冠王となった1956年のメモリアルデー（5月の最終月曜日）でヤンキー・スタジアムでの対セネタース戦で5回表に打った本塁打は、右翼3階席の屋根の場外まであと1-2フィート（30-60cm）のところにぶち当たった。追い風であれば、場外まで飛んだと言われている。
1960年にタイガー・スタジアムでかっ飛ばした本塁打は195m（640フィート）あったとされて1995年度版ギネスブックに「史上最長本塁打」として掲載されている。

#### MM砲、そして引退
1960年は3年連続リーグワーストの125三振ながら、いずれもリーグトップの40本塁打、119得点、294塁打、OPS.957の成績で4度目の本塁打王を獲得し、チームは2年ぶりのリーグ優勝を果たす。ピッツバーグ・パイレーツとのワールドシリーズでは打率.400、3本塁打、11打点の活躍を見せたが、最終第7戦でビル・マゼロスキーにサヨナラ本塁打を浴びて敗退した。同年カンザスシティ・アスレティックスから移籍して打点王を獲得したロジャー・マリスとのコンビがMM砲と呼ばれるようになる。エクスパンションにより10球団に増えた1961年は両者共に開幕から本塁打を量産し、ベーブ・ルースが持つシーズン60本塁打を更新するかが注目を集めた。結局61本塁打を放ったマリスが記録を更新したが、マントルもキャリアハイの54本塁打を記録した。同一チームの2選手合計の本塁打115は2018年現在まで破られていない。MVPの投票ではマリスと僅か4ポイント差の2位で受賞を逃した。
1962年は途中1ヶ月の離脱もあって123試合の出場に留まるが、リーグトップの122四球、出塁率.486、長打率.605、OPS1.091の成績でチームはリーグ3連覇を果たすが、ジャイアンツとのワールドシリーズでは打率.120、本塁打なしの不振。それでも4勝3敗でシリーズ連覇を達成した。1963年6月5日のオリオールズ戦でフェンスに衝突して左足を骨折し、2ヶ月の戦線離脱。65試合の出場に留まるなど不本意なシーズンとなったが、チームはリーグ4連覇。ドジャースとのワールドシリーズでは、第4戦でサンディ・コーファックスから本塁打を放つが打率.133に終わり、チームはコーファックス、ドン・ドライスデールの2枚看板に抑え込まれて4連敗で敗退。この頃になると、かつてワールドシリーズを4連覇（1936年 - 1939年）、5連覇（1948年 - 1952年）した時期に比べて、絶対的な強さはヤンキースから消えていた。それは入団当初は輝かしい存在であったミッキー・マントルがケガに悩まされて、次第に彼の肉体を蝕んでいく時期と符合を合すかのように進んでいった。

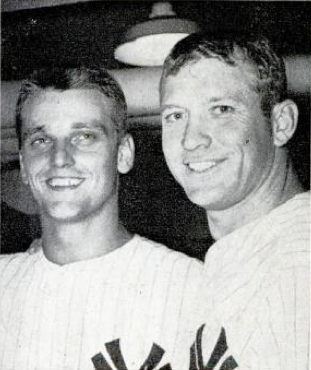
マントル（右）とマリス（左）（1961年）

続く1964年はワールドシリーズにおいてセントルイス・カージナルスと対戦し、第3戦、第6戦、第7戦でマントルは最後となったシリーズ本塁打を打ったが、打者ではルー・ブロック、ケン・ボイヤー、カート・フラッドを、投手ではボブ・ギブソンを擁するカージナルスの攻勢に晒されて、結局3勝4敗で敗れた。これ以後、ヤンキースは長い低迷の時期に入り、マントルはそのようなチーム事情に自身の肉体的な衰えから引退の時期を見誤ることになった。後年、マントルは現役生活をこの1964年限りで止めればよかったと語っているが、この年以降、打率が2割3分から2割8分台しか記録できず、通算打率が3割を切った事（通算.298）に非常にコンプレックスを持っていたためだという。
1967年に通算500号本塁打を達成、同年はヤンキースが地区最下位に転落しており、どん底な状況の中での明るい話題ではあった。最後のシーズンとなる1968年は衰えも確かで、一塁手にコンバートされてプレーしたが2割3分台と自己最低の打率となり、ついに翌1969年のシーズン前に現役引退を表明した。引退時は満身創痍の身で、まさに現役時代は怪我との戦いではあったが、ヤンキース一筋の野球人生だった。背番号「7」は引退を表明した同1969年にヤンキースの永久欠番に指定されている。

## マントルの残した記録・逸話
1974年、資格取得1年目で早速アメリカ野球殿堂入りを果たす。

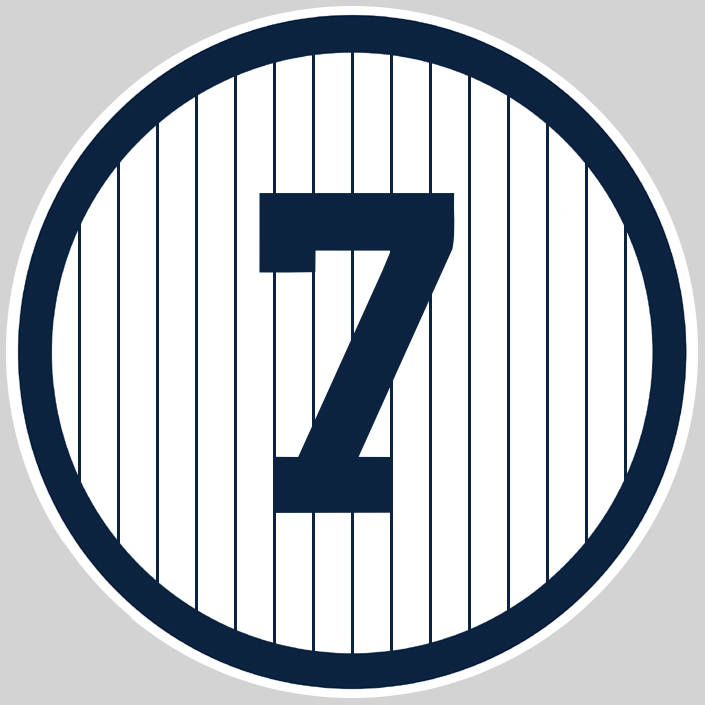
マントルの背番号「7」。
ニューヨーク・ヤンキースの永久欠番に1969年指定。

通算の打点と安打数は後にエディ・マレーに破られたが、通算536本塁打は今もスイッチヒッターとしてはMLB史上最多で、MLB史上最高のスイッチヒッターとしてその名を残した。また、ワールドシリーズにおける通算18本塁打、40打点はいずれもMLB記録である（2023年終了時点）。
故障には始終悩まされていた。前述にもあるように1951年のワールドシリーズ第2戦で、外野の守備でニューヨーク・ジャイアンツのウイリー・メイズの打球を追っていた時にスプリンクラーに足をひっかけて膝を痛め、終生この膝の故障に悩まされた。また1963年にはフェンスに激突して65試合にしか出場できなかった。それでも数々のタイトルを獲得しているので、同僚のエルストン・ハワードは「怪我がなければ史上最高の打者になっていただろう」「年間70本も夢じゃなかった」と語っている。
マントル本人が「私の野球人生の中で最も強烈な打球」と語っているのは、1963年5月22日にヤンキー・スタジアムでビル・フィッシャー（アスレチックス）のカーブをとらえたもので、ヤンキースタジアムのライト最上部の鉄傘に直撃して跳ね返り、もう少し打球が高ければ場外ホームランだったという驚愕のものである。この本塁打の飛距離については諸説あるが、いかにマントルの飛距離が人間離れしているかがよくわかる。監督のケーシー・ステンゲルはその天性のパワーがあれば全力で振らなくてもコンパクトなスイングをすれば確実性もあがるとマントルを幾度となく説得したが、マントルは耳を貸さなかったという。
また、マントルは左打席から一塁まで3.1秒で到達できた俊足で、ドラッグバントも得意としていた。チームの試合スタイルが変わっていたら、40-40（40本塁打・40盗塁）どころか、50-50（50本塁打・50盗塁）もできていたとも言われる。実際、1988年にホセ・カンセコが40-40を達成したそのオフ、57歳になっていたマントルはこう述べている。
| 「 | （カンセコの40本塁打・40盗塁が）あんなに大したことになるとわかっていれば、5度か6度はやっていた。 | 」 |

他にも現役時代は指名打者制度がまだなかった（導入されたのは引退後の1973年から）ため、もし導入されていれば守備の負担軽減で、膝や足のケアができるためにもっと長く現役生活を続けられていただろうと言われている。
「王冠を賭けた恋」で有名なウィンザー公は彼のファンとしてマントルの現役時代にヤンキー・スタジアムのロッカールームを訪れたこともある。
ヤンキースタジアムで半世紀以上、延べ4500試合以上場内アナウンスを担当したボブ・シェパードが「最もお気に入りの選手」にマントルを挙げている。理由は並外れたパワーと実績があることに加え、自身のヤンキースタジアムデビューと同じ試合でマントルがメジャー初出場を果たしており謂わば同期であること、そしてファーストネームとラストネームが共に「M」から始まるので韻を踏んでいてコールしていて気持ちがいいことを挙げている。
ジョー・ディマジオがアーネスト・ヘミングウェイの『老人と海』をはじめ多くの作品で取り上げられていることは有名だが、マントルもまたスティーヴン・スピルバーグの映画『キャッチ・ミー・イフ・ユー・キャン』のなかで、レオナルド・ディカプリオ演じる詐欺師の主人公が、「ヤンキースはなぜ強いのか知ってるかい？対戦相手がヤンキースの縦縞のユニフォームに見とれているからさ」と言うと、トム・ハンクス演じる刑事が「ヤンキースが強いのはミッキー・マントルがいるからであって縦縞に見とれているわけではない。」というやり取りにおいて取り上げられている。

## 晩年
野球選手としては輝かしい実績を残したマントルだが、私生活の面では暗い部分があり、祖父・父ともに早くして亡くなったため（ホジキン病による。2人ともオクラホマの炭鉱夫・鉱山技術者だったことも一因とされる。）に、早世の家系だと思い込んだマントルは、その恐怖を紛らわせるために飲酒に走り、選手生活の晩年には二日酔いの状態でバッターボックスに立つこともあったという。他にも子息にも先立たれるなど、幸せとはいいがたいものだったとされている。
その飲酒がマントルの現役生活や寿命を縮めたらしく、1994年に肝臓癌と診断され、テキサス州ダラスのベイラー大学メディカルセンターに入院。生体肝移植手術を受け、周囲を心配させる（もっともこの頃のマントルはさすがに酒をきっぱりと断っており、一時は周囲を安心させた）。
しかし、癌は全身に転移しており、翌1995年8月13日、63歳で亡くなった。死の1か月前の7月、入院先のベイラー大学メディカルセンターにて行った記者会見に臨んだマントルは、
| 「 | 私はいい手本だ。どうか私のようにはならないでほしい。（This is a role model, Don't be like me） | 」 |

と言い残している。
マントルの墓はダラスのスパークマン・ヒルクレスト記念墓地に建てられている。

## 詳細情報

### 年度別打撃成績
| 年 度     | 球 団     | 試 合 | 打 席 | 打 数 | 得 点 | 安 打 | 二 塁 打 | 三 塁 打 | 本 塁 打 | 塁 打 | 打 点 | 盗 塁 | 盗 塁 死 | 犠 打 | 犠 飛 | 四 球 | 敬 遠 | 死 球 | 三 振 | 併 殺 打 | 打 率 | 出 塁 率 | 長 打 率 | O P S |
| --------- | --------- | ----- | ----- | ----- | ----- | ----- | -------- | -------- | -------- | ----- | ----- | ----- | -------- | ----- | ----- | ----- | ----- | ----- | ----- | -------- | ----- | -------- | -------- | ----- |
| 1951      | NYY       | 96    | 386   | 341   | 61    | 91    | 11       | 5        | 13       | 151   | 65    | 8     | 7        | 2     | --    | 43    | --    | 0     | 74    | 3        | .267  | .349     | .443     | .792  |
| 1952      | NYY       | 142   | 626   | 549   | 94    | 171   | 37       | 7        | 23       | 291   | 87    | 4     | 1        | 2     | --    | 75    | --    | 0     | 111   | 5        | .311  | .394     | .530     | .924  |
| 1953      | NYY       | 127   | 540   | 461   | 105   | 136   | 24       | 3        | 21       | 229   | 92    | 8     | 4        | 0     | --    | 79    | --    | 0     | 90    | 2        | .295  | .398     | .497     | .895  |
| 1954      | NYY       | 146   | 651   | 543   | 129   | 163   | 17       | 12       | 27       | 285   | 102   | 5     | 2        | 2     | 4     | 102   | --    | 0     | 107   | 3        | .300  | .408     | .525     | .933  |
| 1955      | NYY       | 147   | 638   | 517   | 121   | 158   | 25       | 11       | 37       | 316   | 99    | 8     | 1        | 2     | 3     | 113   | 6     | 3     | 97    | 4        | .306  | .431     | .611     | 1.042 |
| 1956      | NYY       | 150   | 652   | 533   | 132   | 188   | 22       | 5        | 52       | 376   | 130   | 10    | 1        | 1     | 4     | 112   | 6     | 2     | 99    | 4        | .353  | .464     | .705     | 1.169 |
| 1957      | NYY       | 144   | 623   | 474   | 121   | 173   | 28       | 6        | 34       | 315   | 94    | 16    | 3        | 0     | 3     | 146   | 23    | 0     | 75    | 5        | .365  | .512     | .665     | 1.177 |
| 1958      | NYY       | 150   | 654   | 519   | 127   | 158   | 21       | 1        | 42       | 307   | 97    | 18    | 3        | 2     | 2     | 129   | 13    | 2     | 120   | 11       | .304  | .443     | .592     | 1.035 |
| 1959      | NYY       | 144   | 639   | 541   | 104   | 154   | 23       | 4        | 31       | 278   | 75    | 21    | 3        | 1     | 2     | 93    | 6     | 2     | 126   | 7        | .285  | .390     | .514     | .904  |
| 1960      | NYY       | 153   | 644   | 527   | 119   | 145   | 17       | 6        | 40       | 294   | 94    | 14    | 3        | 0     | 5     | 111   | 6     | 1     | 125   | 11       | .275  | .399     | .558     | .957  |
| 1961      | NYY       | 153   | 646   | 514   | 132   | 163   | 16       | 6        | 54       | 353   | 128   | 12    | 1        | 1     | 5     | 126   | 9     | 0     | 112   | 2        | .317  | .448     | .687     | 1.135 |
| 1962      | NYY       | 123   | 502   | 377   | 96    | 121   | 15       | 1        | 30       | 228   | 89    | 9     | 0        | 0     | 2     | 122   | 9     | 1     | 78    | 4        | .321  | .486     | .605     | 1.091 |
| 1963      | NYY       | 65    | 213   | 172   | 40    | 54    | 8        | 0        | 15       | 107   | 35    | 2     | 1        | 0     | 1     | 40    | 4     | 0     | 32    | 5        | .314  | .441     | .622     | 1.063 |
| 1964      | NYY       | 143   | 567   | 465   | 92    | 141   | 25       | 2        | 35       | 275   | 111   | 6     | 3        | 0     | 3     | 99    | 18    | 0     | 102   | 9        | .303  | .423     | .591     | 1.015 |
| 1965      | NYY       | 122   | 435   | 361   | 44    | 92    | 12       | 1        | 19       | 163   | 46    | 4     | 1        | 0     | 1     | 73    | 7     | 0     | 76    | 11       | .255  | .379     | .452     | .831  |
| 1966      | NYY       | 108   | 393   | 333   | 40    | 96    | 12       | 1        | 23       | 179   | 56    | 1     | 1        | 0     | 3     | 57    | 5     | 0     | 76    | 9        | .288  | .389     | .538     | .927  |
| 1967      | NYY       | 144   | 553   | 440   | 63    | 108   | 17       | 0        | 22       | 191   | 55    | 1     | 1        | 0     | 5     | 107   | 7     | 1     | 113   | 9        | .245  | .391     | .434     | .825  |
| 1968      | NYY       | 144   | 547   | 435   | 57    | 103   | 14       | 1        | 18       | 173   | 54    | 6     | 2        | 1     | 4     | 106   | 7     | 1     | 97    | 9        | .237  | .385     | .398     | .782  |
| MLB：18年 | MLB：18年 | 2401  | 9909  | 8102  | 1677  | 2415  | 344      | 72       | 536      | 4511  | 1509  | 153   | 38       | 14    | 47    | 1733  | 126   | 13    | 1710  | 113      | .298  | .421     | .557     | .977  |

- 各年度の太字はリーグ最高

### 年度別守備成績
内野守備
| 年 度 | 球 団 | 一塁（1B） | 一塁（1B） | 一塁（1B） | 一塁（1B） | 一塁（1B） | 一塁（1B） | 二塁（2B） | 二塁（2B） | 二塁（2B） | 二塁（2B） | 二塁（2B） | 二塁（2B） | 三塁（3B） | 三塁（3B） | 三塁（3B） | 三塁（3B） | 三塁（3B） | 三塁（3B） | 遊撃（SS） | 遊撃（SS） | 遊撃（SS） | 遊撃（SS） | 遊撃（SS） | 遊撃（SS） |
| 年 度 | 球 団 | 試 合      | 刺 殺      | 補 殺      | 失 策      | 併 殺      | 守 備 率   | 試 合      | 刺 殺      | 補 殺      | 失 策      | 併 殺      | 守 備 率   | 試 合      | 刺 殺      | 補 殺      | 失 策      | 併 殺      | 守 備 率   | 試 合      | 刺 殺      | 補 殺      | 失 策      | 併 殺      | 守 備 率   |
| ----- | ----- | ---------- | ---------- | ---------- | ---------- | ---------- | ---------- | ---------- | ---------- | ---------- | ---------- | ---------- | ---------- | ---------- | ---------- | ---------- | ---------- | ---------- | ---------- | ---------- | ---------- | ---------- | ---------- | ---------- | ---------- |
| 1952  | NYY   | -          | -          | -          | -          | -          | -          | -          | -          | -          | -          | -          | -          | 1          | 1          | 1          | 2          | 0          | .500       | -          | -          | -          | -          | -          | -          |
| 1953  | NYY   | -          | -          | -          | -          | -          | -          | -          | -          | -          | -          | -          | -          | -          | -          | -          | -          | -          | -          | 1          | 0          | 0          | 0          | 0          |            |
| 1954  | NYY   | -          | -          | -          | -          | -          | -          | 1          | 2          | 0          | 0          | 0          | 1.000      | -          | -          | -          | -          | -          | -          | 4          | 5          | 5          | 0          | 1          | 1.000      |
| 1955  | NYY   | -          | -          | -          | -          | -          | -          | -          | -          | -          | -          | -          | -          | -          | -          | -          | -          | -          | -          | 2          | 4          | 0          | 0          | 0          | 1.000      |
| 1967  | NYY   | 131        | 1089       | 91         | 8          | 82         | .993       | -          | -          | -          | -          | -          | -          | -          | -          | -          | -          | -          | -          | -          | -          | -          | -          | -          | -          |
| 1968  | NYY   | 131        | 1195       | 76         | 15         | 91         | .988       | -          | -          | -          | -          | -          | -          | -          | -          | -          | -          | -          | -          | -          | -          | -          | -          | -          | -          |
| MLB   | MLB   | 262        | 2284       | 167        | 23         | 173        | .991       | 1          | 2          | 0          | 0          | 0          | 1.000      | 1          | 1          | 1          | 2          | 0          | .500       | 7          | 9          | 5          | 0          | 1          | 1.000      |

外野守備
| 年 度 | 球 団 | 左翼（LF） | 左翼（LF） | 左翼（LF） | 左翼（LF） | 左翼（LF） | 左翼（LF） | 中堅（CF） | 中堅（CF） | 中堅（CF） | 中堅（CF） | 中堅（CF） | 中堅（CF） | 右翼（RF） | 右翼（RF） | 右翼（RF） | 右翼（RF） | 右翼（RF） | 右翼（RF） |
| 年 度 | 球 団 | 試 合      | 刺 殺      | 補 殺      | 失 策      | 併 殺      | 守 備 率   | 試 合      | 刺 殺      | 補 殺      | 失 策      | 併 殺      | 守 備 率   | 試 合      | 刺 殺      | 補 殺      | 失 策      | 併 殺      | 守 備 率   |
| ----- | ----- | ---------- | ---------- | ---------- | ---------- | ---------- | ---------- | ---------- | ---------- | ---------- | ---------- | ---------- | ---------- | ---------- | ---------- | ---------- | ---------- | ---------- | ---------- |
| 1951  | NYY   | -          | -          | -          | -          | -          | -          | 3          | 4          | 0          | 0          | 0          | 1.000      | 84         | 128        | 4          | 6          | 1          | .957       |
| 1952  | NYY   | -          | -          | -          | -          | -          | -          | 121        | 317        | 14         | 10         | 4          | .971       | 20         | 29         | 2          | 2          | 1          | .939       |
| 1953  | NYY   | 1          | 0          | 0          | 0          | 0          |            | 114        | 306        | 9          | 6          | 2          | .981       | 6          | 11         | 1          | 0          | 0          | 1.000      |
| 1954  | NYY   | -          | -          | -          | -          | -          | -          | 143        | 327        | 20         | 9          | 5          | .975       | 1          | 0          | 0          | 0          | 0          |            |
| 1955  | NYY   | -          | -          | -          | -          | -          | -          | 145        | 371        | 11         | 2          | 2          | .995       | -          | -          | -          | -          | -          | -          |
| 1956  | NYY   | -          | -          | -          | -          | -          | -          | 144        | 367        | 10         | 4          | 3          | .990       | -          | -          | -          | -          | -          | -          |
| 1957  | NYY   | -          | -          | -          | -          | -          | -          | 139        | 326        | 6          | 7          | 1          | .979       | -          | -          | -          | -          | -          | -          |
| 1958  | NYY   | -          | -          | -          | -          | -          | -          | 150        | 329        | 4          | 8          | 2          | .977       | -          | -          | -          | -          | -          | -          |
| 1959  | NYY   | -          | -          | -          | -          | -          | -          | 142        | 369        | 7          | 2          | 3          | .995       | -          | -          | -          | -          | -          | -          |
| 1960  | NYY   | -          | -          | -          | -          | -          | -          | 150        | 322        | 8          | 3          | 1          | .991       | -          | -          | -          | -          | -          | -          |
| 1961  | NYY   | -          | -          | -          | -          | -          | -          | 150        | 348        | 6          | 6          | 0          | .983       | -          | -          | -          | -          | -          | -          |
| 1962  | NYY   | -          | -          | -          | -          | -          | -          | 94         | 185        | 4          | 4          | 1          | .979       | 23         | 29         | 0          | 1          | 0          | .967       |
| 1963  | NYY   | -          | -          | -          | -          | -          | -          | 52         | 101        | 2          | 1          | 0          | .990       | -          | -          | -          | -          | -          | -          |
| 1964  | NYY   | 17         | 27         | 1          | 0          | 0          | 1.000      | 102        | 179        | 1          | 5          | 1          | .973       | 13         | 14         | 1          | 0          | 0          | 1.000      |
| 1965  | NYY   | 107        | 161        | 3          | 6          | 0          | .965       | -          | -          | -          | -          | -          | -          | -          | -          | -          | -          | -          | -          |
| 1966  | NYY   | 4          | 3          | 0          | 0          | 0          | 1.000      | 93         | 164        | 2          | 0          | 0          | 1.000      | -          | -          | -          | -          | -          | -          |
| MLB   | MLB   | 129        | 191        | 4          | 6          | 0          | .970       | 1742       | 4015       | 104        | 67         | 25         | .984       | 147        | 211        | 8          | 9          | 2          | .961       |

- 各年度の太字年はゴールドグラブ賞受賞

### タイトル
- 首位打者：1回（1956年）
- 本塁打王：4回（1955年、1956年、1958年、1960年）
- 打点王：1回（1956年）

### 表彰
- シーズンMVP：3回（1956年、1957年、1962年）
- ゴールドグラブ賞：1回（1962年）
- ハッチ賞：1回（1965年）
- アメリカ野球殿堂入り（1974年）

### 記録
- 三冠王：1回（1956年）打率.353、52本塁打、130打点（スイッチヒッター初）
- オールスター出場：16回（1952年 - 1965年、1967年、1968年）
- サイクル安打：1回（1957年7月23日）
- スイッチヒッターとしてのMLB最多記録
  - 通算536本塁打[13]
  - シーズン54本塁打（1961年）[14]
  - 通算本塁打率15.12（3000打席以上）[15]
  - シーズン本塁打率9.52（1961年、規定打席以上）[16]
  - 通算1733四球[17]
  - シーズン146四球（1957年）[18]
  - シーズン319出塁（1957年）[19]
  - シーズン打率.365（1957年、20世紀以降最高）[20]
  - 通算出塁率.421（3000打席以上）[21]
  - シーズン出塁率.512（1957年、規定打席以上）[22]
  - 通算長打率.557（3000打席以上）[23]
  - シーズン長打率.705（1956年、規定打席以上）[24]
  - 通算OPS.977（3000打席以上）[25]
  - シーズンOPS1.177（1957年、規定打席以上）[26]
  - 通算WAR110.2（野手最高記録）[27]
  - シーズンWAR11.3（1957年、野手最高記録）[28]
  - シーズンRC188（1956年）[29]
- ワールドシリーズ最多記録[30]
  - 通算18本塁打・122塁打・40打点・42得点・43四球・54三振

### 背番号
- 6（1951年 - 同年途中）
- 7（1951年途中 - 1968年）※ニューヨーク・ヤンキースの永久欠番